# ياريم-ليم الثالث
ياريم-ليم الثالث (حكم في النصف الثاني من القرن السابع عشر قبل الميلاد)، هو ملك يمحاض الذي حكم خَلَفًا لحمورابي الثاني.

## فترة حكمه
ترافق اعتلاء ياريم-ليم الثالث عرشَ يمحاض مع مرور المملكة بمرحلةٍ يشوبها التفكك الداخلي، هذا فضلًا عن الخطر الخارجي الذي مثله صعود الحيثيين. كان ياريم-ليم الثالث ابنًا لأحدٍ من الملكين نقمي-إبو أو إركابتوم.

### السنوات الأولى من حكمه
تمكن ياريم-ليم من إلحاق الهزيمة بمملكة قطنا الواقعة إلى الجنوب من يمحاض، إلا أن هذا لا يلغي حقيقة الضعف الذي كان قد بدأ يدب في جسد مملكة يمحاض، فقد أعلن أميتاكوم حاكم ألالاخ نفسه ملكًا و لكن من دون أن يعلن استقلاله الكامل عن يمحاض، إذ اعترف بسيادة ياريم-ليم عليه، كما و قام بتعيين ولده حمورابي وريثًا له وذلك بحضور ياريم-ليم الثالث الذي أعلنه "خادمًا لملك يمحاض العظيم"، علمًا بأن دور ياريم-ليم الثالث في تعيين وريث مملكة ألالاخ كان ثانويًا.

### الحرب مع الحيثيين
استغل الملك الحيثي خاتوشيلي الأول إعلان ألالاخ سيادتها على أراضيها و ما سببه ذلك الإعلان ليمحاض من فُرقةٍ و ضعف،ٍ فهاجم ألالاخ واجتاحها مُجَرِّدًا يمحاض من منفذها على البحر المتوسط. امتنع ياريم-ليم الثالث من جهته عن نُصرة ألالاخ ما أدى إلى تدميرها، في حين تابع حاتوسيلي توسعه ليهاجم أورشو، ما دفع كلًا من ياريم-ليم و كركميش لإرسال المساعدات العسكرية، ولكن دون جدوى، فقد نجح حاتوسيلي في اجتياح أورشو و تدميرها.
هاجم ياريم-ليم الثالث خاتوشيلي مدعومًا من الحوريين و ذلك بهدف استعادة بعضٍ مما سيطر عليه حاتوسيلي من أراضٍ مستغلين انشغاله في مهاجمة أرزاوا، فرد حاتوسيلي بشن هجومٍ مباشرٍ على حلب.
توجه حاتوسيلي في سادس سنة له من الحملات على سوريا صوب هاسوا (خاشوم)، ما دفع ياريم-ليم الثالث لإرسال جيشه بقيادة زوكراسي; كان الجيش مؤلفًا من ما يقارب المئة من العربات الحربية و آلافًا من الجنود المشاة. وقعت المعركة في جبل أتالور (جبل حلب) و نجح حاتوسيلي في الخروج منها منتصرًا ليدمر هاسوا و يتجه قُدمًا ليدمر كلًا من زيباسنا و هاهوم حليفتي يمحاض الحوريتين، تلا ذلك عبوره نهر الفرات ليعود فيما بعد إلى عاصمته حتوساس.

## الموت و الخلافة
لا يعرف تاريخ وفاة ياريم-ليم الثالث على وجه الدقة.
خَلَف حمورابي الثالث ياريم-ليم على عرش يمحاض، والذي قد يكون ابنًا لياريم-ليم أو ابن عمٍ له.